# Империјум
Империјум је представљао највишу власт у Римској републици. Имали су га само они магистрати који су били овлашћени да командују војском, или императори. Империјум су имали само највиши магистрати - конзул и претор.
Империјум подразумева:
- Право да се регрутује војска и право врховне команде у њој
- Право да се именују високи официри
- Јурисдикција у пуном обиму у кривичним и управним стварима
- Право сазивања народа у центуријатске комиције

Све ове службе су обављане под заштитом ауспиција и тиме су стављене под заштиту богова. 